# 长安邑
长安邑（：／ Jangan eup */?），韩国釜山广域市机张郡所辖的一个邑。长安邑位于机张郡北部，南邻鼎冠邑、日光邑。总面积50.89km²，总人口4,431户、10,493人（2010.1）。长安邑辖有12个法定里、25个行政里。